# Safran Aircraft Engines
Safran Aircraft Engines, до 2016 г. Snecma (акроним от френски: Société Nationale d'Etudes et de Constructions de Moteurs d'Aviation) или Snecma Moteurs, е френски производител на аерокосмически двигатели със седалище в Куркурон и основно дъщерно дружество на Safran. 
Компанията проектира, произвежда и поддържа двигатели за търговски и военни самолети, както и ракетни двигатели за ракети носители и сателити. Някои от нейните забележителни разработки, самостоятелно или в партньорство, включват двигателя M88 на Dassault Rafale, Olympus 593 на легендарния пътнически самолет Concorde (заедно с Rolls-Royce Holdings), CFM56 и CFM-LEAP за самолети с една пътека, както и двигателя Vulcain на Ariane 5.
В компанията работят около 15 700 души в 35 производствени обекта, офиси и пунктове за техническо обслужване и ремонт по целия свят и подава заявки средно за близо 500 патента всяка година.
Safran Aircraft Engines също управлява две съвместни предприятия с GE Aerospace (на General Electric): CFM International, водещ световен доставчик на двигатели за търговски самолети и CFM Materials.